# NK Bratstvo Jagodnjak
NK Bratstvo je nogometni klub iz Jagodnjaka u Baranji. Trenutačno se natječe u 1. ŽNL Osječko-baranjskoj, dok se veterani kluba povremeno natječu u Nogometnoj ligi veterana ZVO-a.

## Povijest
Klub je osnovan 1927. godine pod imenom ŠK Sokol i pod tim imenom natjecao se u Osječkom nogometnom podsavezu do početka Drugoga svjetskog rata. Početkom rata, 1941. godine, klub mijenja ime u ŠK Neven. Rad kluba obnavlja se 1946. godine pod novim imenom NK Bratstvo.

## Plasmani kluba kroz povijest
| Sezona    | Liga                                      | Plasman    |
| --------- | ----------------------------------------- | ---------- |
| 2001./02. | 3. ŽNL Osječko-baranjska NS Beli Manastir |            |
| 2002./03. | 3. ŽNL Osječko-baranjska NS Beli Manastir | 5. mjesto  |
| 2003./04. | 3. ŽNL Osječko-baranjska NS Beli Manastir |            |
| 2004./05. | 3. ŽNL Osječko-baranjska NS Beli Manastir |            |
| 2005./06. | 3. ŽNL Osječko-baranjska NS Beli Manastir |            |
| 2007./08. | 2. ŽNL Osječko-baranjska NS Beli Manastir | 4. mjesto  |
| 2008./09. | 2. ŽNL Osječko-baranjska NS Beli Manastir | 11. mjesto |
| 2009./10. | 2. ŽNL Osječko-baranjska NS Beli Manastir | 4. mjesto  |
| 2010./11. | 2. ŽNL Osječko-baranjska NS Beli Manastir | 3. mjesto  |
| 2011./12. | 2. ŽNL Osječko-baranjska NS Beli Manastir | 5. mjesto  |
| 2012./13. | 2. ŽNL Osječko-baranjska NS Beli Manastir | 8. mjesto  |
| 2013./14. | 2. ŽNL Osječko-baranjska NS Beli Manastir | 12. mjesto |
| 2014./15. | 2. ŽNL Osječko-baranjska NS Beli Manastir | 10. mjesto |
| 2015./16. | 2. ŽNL Osječko-baranjska NS Beli Manastir | 9. mjesto  |
| 2016./17. | 2. ŽNL Osječko-baranjska NS Beli Manastir | 12. mjesto |

## Vanjske poveznice
- Profil, HNS Semafor